# Pušanjski Do
Pušanjski Do (cyr. Пушањски До) – wieś w Czarnogórze, w gminie Pljevlja. W 2011 roku liczyła 61 mieszkańców.